# Метрический тензор
Метри́ческий те́нзор, или ме́трика, — симметричное тензорное поле ранга (0,2) на гладком многообразии, посредством которого задаётся скалярное произведение векторов в касательном пространстве.
Иначе говоря, метрический тензор задаёт билинейную форму на касательном пространстве к этой точке, обладающую свойствами скалярного произведения и гладко зависящую от точки.
Метрический тензор позволяет определить длины кривых, углы между кривыми, объём и другие понятия свойственные евклидову пространству.
В частном случае поверхности метрика также называется первой квадратичной формой.
В общей теории относительности метрика рассматривается в качестве фундаментального физического поля (гравитационного) на четырёхмерном многообразии физического пространства-времени. Широко используется и в других построениях теоретической физики, в частности, в биметрических теориях гравитации на пространстве-времени рассматривают сразу две метрики.
Далее в формулах этой статьи с повторяющимися индексами везде подразумевается суммирование по правилу Эйнштейна, то есть по каждому повторяющемуся индексу.

## Способы задания

### Координатное представление
Метрический тензор имеет ранг {\displaystyle (0,2)}.
В локальных координатах {\displaystyle x^{1},x^{2},\dots ,x^{n}}, обычно задаётся как ковариантное тензорное поле {\displaystyle g_{ij}\ }.
Через него определяются скалярные произведения координатных векторных полей {\displaystyle \partial _{i}={\frac {\partial }{\partial x^{i}}}}:
{\displaystyle \left\langle \partial _{i},\partial _{j}\right\rangle =g_{ij}.}
А для любых векторных полей скалярное произведение вычисляется по формуле
{\displaystyle \left\langle v,w\right\rangle =g_{ij}v^{i}w^{j}},
где {\displaystyle v=v^{i}\partial _{i}\ ,w=w^{i}\partial _{i}} — представление векторных полей в локальных координатах.

#### Замечания
Иногда метрический тензор задаётся двойственным способом, с помощью контравариантного тензора {\displaystyle g^{ij}}.
В случае невырожденных метрик
{\displaystyle g^{ij}g_{jk}=\delta _{k}^{i},}
где {\displaystyle \delta _{k}^{i}} — символ Кронекера. В этом случае оба способа эквивалентны, и оба представления метрики бывают полезны.
Для вырожденных метрик иногда удобнее пользоваться именно контравариантной метрикой. Например, субриманова метрика может быть определена через тензор {\displaystyle g^{ij}}, но тензор {\displaystyle g_{ij}} для неё не определён.

### Представление в поле реперов
Иногда удобно задавать метрический тензор через выбранное (не обязательно координатное, как это описано выше) поле реперов, то есть выбором реперного поля {\displaystyle \{e_{i}(p)\}} и матрицы {\displaystyle g_{ik}(p)=\langle e_{i}(p),e_{k}(p)\rangle }.
Например, риманов метрический тензор может быть задан ортонормированным полем реперов.

### Индуцированная метрика
Метрика, которая индуцируется гладким вложением {\displaystyle r} многообразия {\displaystyle M} в евклидово пространство {\displaystyle E}, может быть посчитана по формуле:
{\displaystyle g=J_{r}^{T}J_{r},}
где {\displaystyle J_{r}} означает матрицу Якоби вложения {\displaystyle r} и {\displaystyle J_{r}^{T}} — транспонированная к ней. Иначе говоря, скалярные произведения базисных координатных векторов касательного пространства {\displaystyle {\frac {\partial }{\partial x_{i}}}}, которые в этом случае можно отождествить с {\displaystyle {\frac {\partial r}{\partial x_{i}}}}, определяются как
{\displaystyle g_{ij}=g\left({\frac {\partial }{\partial x_{i}}},{\frac {\partial }{\partial x_{j}}}\right)=\left\langle {\frac {\partial r}{\partial x_{i}}},{\frac {\partial r}{\partial x_{j}}}\right\rangle ,}
где {\displaystyle \langle *,*\rangle } обозначает скалярное произведение в {\displaystyle E}.

#### Более обобщенно
Пусть {\displaystyle (N,h)} многообразие с метрикой и {\displaystyle r:M\to N} гладкое вложение.
Тогда метрика {\displaystyle g} на {\displaystyle M}, определённая равенством
{\displaystyle g(X,Y)=h(dr(X),dr(Y))}
называется индуцированной метрикой.
Здесь {\displaystyle dr} обозначает дифференциал отображения {\displaystyle r}.

## Типы метрических тензоров
Совокупность метрических тензоров {\displaystyle g} подразделяется на два класса:
- невырожденные или псевдоримановы метрики, когда {\displaystyle \ \det(g_{ij})\neq 0} во всех точках многообразия. Среди невырожденных метрических тензоров, в свою очередь, различаются:
  - Риманов метрический тензор (или риманова метрика), для которого квадратичная форма является положительно определенной. Многообразие с выделенным римановым метрическим тензором называется римановым, они имеют естественную структуру метрического пространства.
  - Собственно псевдориманов метрический тензор (или индефинитная метрика), когда форма не является знакоопределённой. Многообразие с выделенным псевдоримановым метрическим тензором называется (собственно) псевдоримановым.
    - К этому классу относится метрика Лоренца.
- Вырожденные метрики, когда {\displaystyle \ \det(g_{ij})=0} либо {\displaystyle \ \det(g^{ij})=0} в некоторых точках.
  - Многообразие {\displaystyle M^{n}}, метрика которого является вырожденной в любой точке, называется изотропным (например, световой конус в пространстве Минковского).
  - Субримановы метрики.

Обычно под метрическим тензором без специального на то указания в математике понимается риманов метрический тензор; но если, рассматривая невырожденный метрический тензор, хотят подчеркнуть, что речь идет именно о римановом, а не псевдоримановом метрическом тензоре, то о нём говорят как о собственно римановом метрическом тензоре. В физике под метрическим тензором обычно подразумевают лоренцеву метрику пространства-времени.
Иногда под псевдоримановым тензором и псевдоримановым многообразием понимают то, что выше определено как собственно псевдоримановы метрика и многообразие, а для первых сохраняется только термин «невырожденная метрика» и соответственно «многообразие с невырожденной метрикой».

## Связанные определения
- Вектор нулевой длины в пространстве с псевдоримановой метрикой называется изотропным (также нулевым или светоподобным) и задает определенное изотропное направление на многообразии; например, свет в пространственно-временном континууме путешествует вдоль изотропных направлений.
- Многообразие с выделенным римановым метрическим тензором называется римановым многообразием.
- Многообразие с выделенным псевдоримановым метрическим тензором называется псевдоримановым многообразием.
- Метрики на многообразии называются геодезически эквивалентными, если их геодезические (рассматриваемые как непараметризованные кривые) совпадают.

## Свойства
- Риманов метрический тензор может быть введён на любом паракомпактном гладком многообразии.
- Риманов метрический тензор индуцирует на многообразии естественную структуру метрического пространства
- Индефинитная метрика не порождает метрического пространства. Однако на её основе может быть, по крайней мере в некоторых случаях, специальным образом построена топология (см. Топология Александрова), вообще говоря, не совпадающая с естественной топологией многообразия.

## Метрика и объём
Определитель матрицы метрического тензора {\displaystyle |\det\{g_{ij}\}|} дает квадрат объема параллелепипеда, натянутого на базисные векторы. (В ортонормированных базисах это единица).
Поэтому величина {\displaystyle {\sqrt {|\det\{g_{ij}\}|}}} играет важную роль при вычислении объемов, а также при интегрировании по объему. В частности, {\displaystyle {\sqrt {|\det\{g_{ij}\}|}}} входит в общее выражение тензора Леви-Чивиты, используемого для вычисления смешанного произведения, векторного произведения и их многомерных аналогов.
Интегрирование же по объему включает этот множитель, например, при необходимости проинтегрировать в координатах какой-то скаляр (чтобы результат был инвариантным):
{\displaystyle S=\int s(x)\,d\Omega =\int s(x){\sqrt {|\det\{g_{ij}\}|}}\,dx^{1}\,dx^{2}\,\ldots \,dx^{n},}
где {\displaystyle d\Omega } — это элемент {\displaystyle n}-мерного объема, а {\displaystyle dx^{i}} — дифференциалы координат.
- Для подмногообразий объём (площадь) определяется как объём (площадь) относительно индуцированной метрики.

## Примеры
- Метрический тензор на евклидовой плоскости:
  - В прямоугольных декартовых координатах единичного масштаба метрический тензор постоянен (не зависит от координат) и представлен единичной матрицей (его компоненты равны символу Кронекера)
{\displaystyle g={\begin{bmatrix}1&0\\0&1\end{bmatrix}},\ \ g_{ij}=\delta _{ij}}
  - В прямоугольных декартовых координатах неединичного масштаба метрический тензор представлен постоянной (не зависящей от координат) диагональной матрицей, ненулевые компоненты которой определяются масштабом по каждой оси (вообще говоря они не равны).
  - В косоугольных декартовых координатах метрический тензор постоянен (не зависит от координат) и положительно определён, но в остальном, вообще говоря, представлен произвольной симметричной матрицей.
  - В полярных координатах: {\displaystyle (r,\theta )}
{\displaystyle g={\begin{bmatrix}1&0\\0&r^{2}\end{bmatrix}}\ }
- Метрический тензор на сфере. Сфера (двумерная) радиуса {\displaystyle R}, вложенная в трехмерное пространство, имеет естественную метрику, индуцированную евклидовой метрикой объемлющего пространства. В стандартных сферических координатах {\displaystyle (\theta ,\varphi )} метрика принимает вид:
{\displaystyle g={\begin{bmatrix}R^{2}&0\\0&R^{2}\sin ^{2}\theta \end{bmatrix}}.}
- Метрический тензор для трёхмерного евклидова пространства:
  - В прямоугольных декартовых координатах единичного масштаба метрический тензор постоянен (не зависит от координат) и представлен единичной матрицей (его компоненты равны символу Кронекера)
{\displaystyle g={\begin{bmatrix}1&0&0\\0&1&0\\0&0&1\end{bmatrix}},\ \ g_{ij}=\delta _{ij}}
  - В прямоугольных декартовых координатах неединичного масштаба метрический тензор представлен постоянной (не зависящей от координат) диагональной матрицей, ненулевые компоненты которой определяются масштабом по каждой оси (вообще говоря они не равны).
  - В косоугольных декартовых координатах метрический тензор постоянен (не зависит от координат) и положительно определён, но в остальном, вообще говоря, представлен произвольной симметричной матрицей.
  - В сферических координатах: {\displaystyle (r,\theta ,\phi )}:

{\displaystyle g={\begin{bmatrix}1&0&0\\0&r^{2}&0\\0&0&r^{2}\sin ^{2}\theta \end{bmatrix}}.}
- Метрика Лоренца (Метрика Минковского).
- Метрика Шварцшильда

## Изоморфизм между касательным и кокасательным пространствами
Метрический тензор устанавливает изоморфизм между касательным пространством и кокасательным пространством: пусть {\displaystyle v\in T_{p}M} — вектор из касательного пространства, тогда для метрического тензора {\displaystyle g} на {\displaystyle M}, мы получаем, что {\displaystyle g(v,\cdot )}, то есть отображение, которое переводит другой вектор {\displaystyle w\in T_{p}M} в число {\displaystyle g(v,w)}, является элементом дуального пространства линейных функционалов (1-форм) {\displaystyle T_{p}^{*}M}. Невырожденность метрического тензора (если или где она есть) превращает это отображение в биекцию, а тот факт, что {\displaystyle g} сам по себе есть тензор, делает это отображение независимым от координат.
Для тензорных полей это позволяет «поднимать и опускать индексы» у любого тензорного поля (жаргонное название — «жонглирование индексами»).
В компонентах операция поднятия-опускания индекса, выглядит так:
{\displaystyle \ g_{ij}v^{j}=v_{i}} — опускание индекса для вектора,
{\displaystyle \ g^{ij}v_{j}=v^{i}} — поднятие индекса для вектора,
{\displaystyle \ g^{ij}g_{mn}T_{j\ \ \ pq}^{\ nrs}=T_{\ m\ \ pq}^{i\ \ rs}} — пример одновременного поднятия индекса {\displaystyle j} и опускания индекса {\displaystyle n} для тензора большой валентности.
(К скалярам эта операция, естественно, не применяется).
Для тензороподобных объектов (не являющихся тензорами), как например символы Кристоффеля, преобразование контравариантных компонент в ковариантные и обратно определяется, как правило, так же, как и для тензорных. При желании жонглирование можно применить и к матрицам Якоби, только в этом случае нужно проследить за тем, что метрика для поднятия-опускания первого индекса будет, конечно, вообще говоря, отличаться от метрики для такой же операции со вторым.